# Мейзі (Оклахома)
Мейзі (англ. Mazie) — переписна місцевість (CDP) в США, в окрузі Мейз штату Оклахома. Населення — 74 особи (2020).

## Географія
Мейзі розташоване за координатами 36°8′33″ пн. ш. 95°19′49″ зх. д. / 36.14250° пн. ш. 95.33028° зх. д. (36.142561, -95.330214).  За даними Бюро перепису населення США в 2010 році переписна місцевість мала площу 5,92 км², уся площа — суходіл.

## Демографія
Згідно з переписом 2010 року, у переписній місцевості мешкала 91 особа в 39 домогосподарствах у складі 22 родин. Густота населення становила 15 осіб/км².  Було 43 помешкання (7/км²).
Расовий склад населення:
| - 64,8 % — білих - 14,3 % — чорних або афроамериканців - 12,1 % — корінних американців - 2,2 % — азіатів |

До двох чи більше рас належало 6,6 %. Частка іспаномовних становила 0,0 % від усіх жителів.
За віковим діапазоном населення розподілялося таким чином: 18,7 % — особи молодші 18 років, 56,0 % — особи у віці 18—64 років, 25,3 % — особи у віці 65 років та старші. Медіана віку мешканця становила 53,5 року. На 100 осіб жіночої статі у переписній місцевості припадало 97,8 чоловіків;  на 100 жінок у віці від 18 років та старших — 105,6 чоловіків також старших 18 років.
Цивільне працевлаштоване населення становило 128 осіб. Основні галузі зайнятості: будівництво — 75,0 %, виробництво — 17,2 %, науковці, спеціалісти, менеджери — 7,8 %.